# 威廉·W·麦克唐纳
威廉·W·麦克唐纳（英語：William W. McDonald）是一位美国牧场主和环保主义者，在亚利桑那州东南部拥有一个家族牧场，毕业于亞利桑那州立大學，1998年获得麦克阿瑟奖。